# Fenol
Fenol (af græsk phainein = "lyse", "skinne" + ‑ol), phenol, karbol, hydroxybenzen eller karbolsyre er et farveløst krystallinsk stof med den kemiske formel C6H5OH. Fenols smeltepunkt ligger på omkring 41-43 °C og kogepunktet omkring 182 °C. Det er ikke en ægte alkohol, da hydroxylgruppen er bundet til et umættet kulstofatom. Selv om fenol mangler en karboxylgruppe (-COOH), optræder det som en svag syre, eftersom fenolmolekylet har en tendens til at fraspalte H+ionen fra hydroxylgruppen.[kilde mangler]

## Forekomst og fremstilling
Fenol indgår som element i opbygningen af lignin, der er det af de vigtige stoffer i ved, som giver træ dets trykstyrke. Stoffet findes derfor i veddet hos træagtige planter, som er blevet såret, og af samme grund i trætjære, og det indgår som et vigtigt led i konserveringsprocessen ved røgning af madvarer. Den oprindelige kilde til industrielt fremstillet fenol var tjæren fra gas- og koksværker, hvor den kunne udvindes ved destillation og vask med natronlud, hvilket resulterede i en vandig opløsning af fenolater (salte af fenol). Den rå fenol blev så udskilt med syre. Den første syntetiske proces gik ud fra benzen, som omdannedes til en sulfonsyre, der ved smeltning med en base gav fenolat. I dag bygger den mest anvendte proces på, at man først fremstiller cumen ud fra benzen og propylen, som derefter spaltes oxidativt til fenol og acetone.

## Fenolprodukter
Fenol blev råstof for det første plastmateriale, for man brugte det til fremstilling af fenol-formaldehyd-plast (bakelit) fra ca. 1910. I dag bruges fenol bl.a. til fremstilling af caprolactam (til nylon) og bisfenol A (til epoxyforbindelser og polycarbonater). Desuden indgår stoffet i talrige industriproduktioner, der fører til slutprodukter som lægemidler, pesticider, farvestoffer og syntetiske harpikser.

## Medicinsk anvendelse
Fenol blev tidligere anvendt til desinfektion af hud, sår og kirurgiske instrumenter. Fenol virker dræbende på både celler, bakterier og svampe, men ikke på sporer og virus. I mindre doser er fenol let lokalbedøvende, i større doser tydeligt ætsende. Fenol har antiseptisk virkning og blev fra 1865 brugt af Joseph Lister i hans banebrydende arbejde med hygiejne under kirurgiske indgreb, selv om hudirritation fremkaldt af vedvarende påvirkning fra fenol til sidst førte til, at man ændrede teknikken. Fenol optages hurtigt fra mave-tarm-kanalen og gennem huden. Hvis huden udsættes for koncentreret fenol, fremkalder det ætsninger. Alligevel bruges stoffet i plastickirurgi som en eksfoliant, der fjerner lag af død hud. Fenol anvendes fortsat i industrien og som desinfektionsmiddel til instrumenter, men ikke længere på hud eller i åbne sår.

## Misbrug
Ved større doser fremkalder fenol svimmelhed, øresusen, opkastninger og mavesmerter, senere kramper, nyresvigt og bevidstløshed. Mange af de fanger, der var indlagt på hospitalet i kz-lejren Auschwitz, blev dræbt ved injektion af fenol direkte i hjertet. Dr. John H. Kellogg, som blev én af grundlæggerne af firmaet Kellogg's, foreslog brugen af "ren karbolsyre på kvinders klitoris for at forhindre pigers onani" i bogen Plain facts for old and young, 1877.

## Simmersted-ulykken
Sent om aftenen den 20. januar 1972 kl. ca. 23.30 væltede en tankvogn med 20 tons fenol tæt på Simmersted vandværk. Ulykken var den første større forureningsulykke i Danmark. Myndighedernes indsats var ukoordineret og ineffektiv og førte til, at der blev udarbejdet beredskabsplaner for miljøkatastrofer i Danmark, og der blev indført en lang række krav til transport af miljøgifte.